# Нікарагуа на Чемпіонаті світу з водних видів спорту 2015
Нікарагуа взяла участь у Чемпіонаті світу з водних видів спорту 2015, який пройшов у Казані (Росія) від 24 липня до 9 серпня.

## Плавання
Нікарагуанські плавці виконали кваліфікаційні нормативи в дисциплінах, які наведено в таблиці (не більш як 2 плавці на одну дисципліну за часом нормативу A, і не більш як 1 плавець на одну дисципліну за часом нормативу B):
Чоловіки
| Спортсмен        | Дисципліна           | Попередній заплив | Попередній заплив | Півфінал        | Півфінал        | Фінал           | Фінал           |
| Спортсмен        | Дисципліна           | Час               | Місце             | Час             | Місце           | Час             | Місце           |
| ---------------- | -------------------- | ----------------- | ----------------- | --------------- | --------------- | --------------- | --------------- |
| Ейснер Барберена | 50 м на спині        | 27.35             | 53                | Завершив виступ | Завершив виступ | Завершив виступ | Завершив виступ |
| Ейснер Барберена | 100 м на спині       | 58.95             | 53                | Завершив виступ | Завершив виступ | Завершив виступ | Завершив виступ |
| Мігель Мена      | 50 м вільним стилем  | 24.25             | 62                | Завершив виступ | Завершив виступ | Завершив виступ | Завершив виступ |
| Мігель Мена      | 100 м вільним стилем | 52.78             | 77                | Завершив виступ | Завершив виступ | Завершив виступ | Завершив виступ |

Жінки
| Спортсменка         | Дисципліна       | Попередній заплив | Попередній заплив | Півфінал         | Півфінал         | Фінал            | Фінал            |
| Спортсменка         | Дисципліна       | Час               | Місце             | Час              | Місце            | Час              | Місце            |
| ------------------- | ---------------- | ----------------- | ----------------- | ---------------- | ---------------- | ---------------- | ---------------- |
| Далія Торрес Замора | 50 м батерфляєм  | 29.31             | 49                | Завершила виступ | Завершила виступ | Завершила виступ | Завершила виступ |
| Далія Торрес Замора | 100 м батерфляєм | 1:04.75           | 54                | Завершила виступ | Завершила виступ | Завершила виступ | Завершила виступ |